# Tsiigehtchic

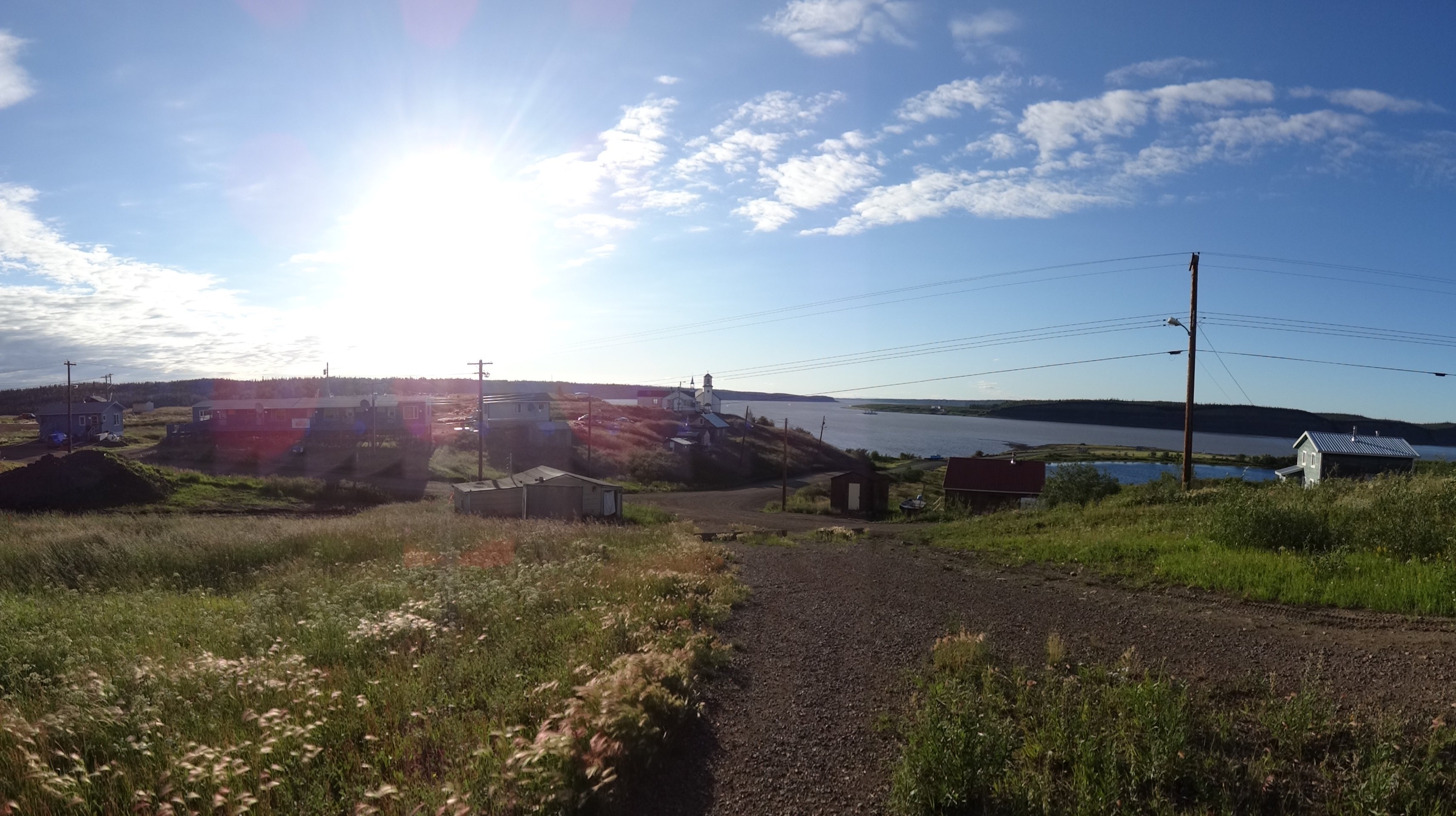
La iglesia de Tsiigehtchic, con el río Arctic Red y el río Mackenzie al fondo.

Tsiigehtchic, oficialmente Charter Community of Tsiigehtchic, es una comunidad kutchin localizada en la confluencia del río Mackenzie y el río Arctic Red, en la región Inuvik de los Territorios del Noroeste, Canadá. La comunidad antiguamente fue conocida como Arctic Red River, hasta el 1 de abril de 1994. La palabra Tsiigehtchic, en idioma kutchin, significa «boca del río de hierro», y hace referencia a la desembocadura del río Arctic Red (Tsiigèhnjik, que significa «río de hierro»).
La población era de 195 habitantes de acuerdo al censo canadiense de 2001.
La carretera Dempster, NWT Highway 8, cruza el río Mackenzie en Tsiigehtchic. La comunidad es una de las pocas en los Territorios del Noroeste que aún no cuenta con un servicio de aeropuerto permanente.

## Lectura adicional
- Heine, Michael K. Gwichya Gwich'in Googwandak: The History and Stories of the Gwichya Gwich'i; As Told by the Elders of Tsiigehtchic. Tsiigehtchic, N.W.T.: Gwich'in Social and Cultural Institute, 2001. ISBN 1-896337-05-8